# Voleibol de praia nos Jogos Olímpicos de Verão de 2000 - Feminino
O torneio feminino de voleibol de praia nos Jogos Olímpicos de Verão de 2000 foi realizado em uma arena construída na praia de Sydney, entre 16 e 25 de setembro.
As australianas Natalie Cook e Kerri Pottharst conquistaram o ouro para o país ao superarem Adriana Behar e Shelda Bedê, do Brasil, na final. A dupla também brasileira Adriana Samuel e Sandra Pires levou a melhor na disputa pelo bronze frente às japonesas Yukiko Takahashi e Mika Teru Saiki.

## Medalhistas
| Ouro   | AUS Natalie Cook e Kerri Pottharst |
| Prata  | BRA Adriana Behar e Shelda Bedê    |
| Bronze | BRA Adriana Samuel e Sandra Pires  |

## Fase inicial

### Rodada preliminar
| Número da partida | Atletas                                | País                | Placar | Chave |
| ----------------- | -------------------------------------- | ------------------- | ------ | ----- |
| 1                 | Natalie Cook e Kerri Pottharst         | AUS Austrália       | 15     | 1     |
| 1                 | Teresa Galindo e Hilda Gaxiola         | MEX México          | 11     | 24    |
| 2                 | Cristina Pereira e Maria José Schuller | POR Portugal        | 15     | 13    |
| 2                 | Rong Chi e Xiong Zi                    | CHN China           | 5      | 12    |
| 3                 | Yukiko Takahashi e Mika Teru Saiki     | JPN Japão           | 15     | 6     |
| 3                 | Yuki Ishizaka e Rii Seike              | JPN Japão           | 5      | 19    |
| 4                 | Daniela Gattelli e Lucilla Perrotta    | ITA Itália          | 9      | 18    |
| 4                 | Tania Gooley e Pauline Manser          | AUS Austrália       | 15     | 7     |
| 5                 | Laura Bruschini e Annamaria Solazzi    | ITA Itália          | 15     | 9     |
| 5                 | Vasso Karadassiou e Efi Sfyri          | GRE Grécia          | 2      | 16    |
| 6                 | Martina Hudcová e Tereza Tobiasová     | CZE República Checa | 5      | 21    |
| 6                 | Misty May-Treanor e Holly McPeak       | USA Estados Unidos  | 15     | 4     |
| 7                 | Annett Davis e Jenny Johnson Jordan    | USA Estados Unidos  | 15     | 3     |
| 7                 | Annette Huygens-Tholen e Sarah Straton | AUS Austrália       | 13     | 22    |
| 8                 | Anabelle Prawerman e Cécile Rigaux     | FRA França          | 16     | 15    |
| 8                 | Maike Friedrichsen e Danja Müsch       | GER Alemanha        | 14     | 10    |
| 9                 | Ulrike Schmidt e Gudi Staub            | GER Alemanha        | 17     | 8     |
| 9                 | Jia Tian e Jingkun Zhang               | CHN China           | 15     | 17    |
| 10                | Dalixia Fernández e Tamara Larrea      | CUB Cuba            | 4      | 20    |
| 10                | Sandra Pires e Adriana Samuel          | BRA Brasil          | 15     | 5     |
| 11                | Rebekka Kadijk e Debora Schoon-Kadijk  | NED Países Baixos   | 15     | 11    |
| 11                | Eva Celbová e Sona Novaková            | CZE República Checa | 17     | 14    |
| 12                | Lina Yanchulova e Petia Yanchulova     | BUL Bulgária        | 3      | 23    |
| 12                | Shelda Bedê e Adriana Behar            | BRA Brasil          | 15     | 2     |

### Rodada eliminatória

#### Primeira rodada
| Número da partida | Atletas                                | País                | Placar | Chave |
| ----------------- | -------------------------------------- | ------------------- | ------ | ----- |
| 13                | Teresa Galindo e Hilda Gaxiola         | MEX México          | 14     | 24    |
| 13                | Rong Chi e Xiong Zi                    | CHN China           | 16     | 12    |
| 14                | Yuki Ishizaka e Rii Seike              | JPN Japão           | 5      | 19    |
| 14                | Daniela Gattelli e Lucilla Perrotta    | ITA Itália          | 15     | 18    |
| 15                | Vasso Karadassiou e Efi Sfyri          | GRE Grécia          | 15     | 16    |
| 15                | Martina Hudcová e Tereza Tobiasová     | CZE República Checa | 6      | 21    |
| 16                | Annette Huygens-Tholen e Sarah Straton | AUS Austrália       | 9      | 22    |
| 16                | Maike Friedrichsen e Danja Müsch       | GER Alemanha        | 15     | 10    |
| 17                | Jia Tian e Jingkun Zhang               | CHN China           | 12     | 17    |
| 17                | Dalixia Fernández e Tamara Larrea      | CUB Cuba            | 15     | 20    |
| 18                | Rebekka Kadijk e Debora Schoon-Kadijk  | NED Países Baixos   | 15     | 11    |
| 18                | Lina Yanchulova e Petia Yanchulova     | BUL Bulgária        | 17     | 23    |

#### Segunda rodada
| Número da partida | Atletas                             | País         | Placar | Chave |
| ----------------- | ----------------------------------- | ------------ | ------ | ----- |
| 19                | Rong Chi e Xiong Zi                 | CHN China    | 9      | 12    |
| 19                | Daniela Gattelli e Lucilla Perrotta | ITA Itália   | 15     | 18    |
| 20                | Vasso Karadassiou e Efi Sfyri       | GRE Grécia   | 7      | 16    |
| 20                | Maike Friedrichsen e Danja Müsch    | GER Alemanha | 15     | 10    |
| 21                | Dalixia Fernández e Tamara Larrea   | CUB Cuba     | 15     | 20    |
| 21                | Lina Yanchulova e Petia Yanchulova  | BUL Bulgária | 3      | 23    |

## Fase final
|  | Oitavas-de-final         | Oitavas-de-final         |                          |   | Quartas-de-final         | Quartas-de-final  |                |                | Semifinais | Semifinais |  |  | Medalha de Ouro | Medalha de Ouro |
|  |                          |                          |                          |   |                          |                   |                |                |            |            |  |  |                 |                 |
|  | 21 de setembro           |                          |                          |   |                          |                   |                |                |            |            |  |  |                 |                 |
|  |                          |                          |                          |   |                          |                   |                |                |            |            |  |  |                 |                 |
|  | AUS Cook–Pottharst       | 2                        |                          |   |                          |                   |                |                |            |            |  |  |                 |                 |
|  | AUS Cook–Pottharst       | 2                        | 23 de setembro           |   |                          |                   |                |                |            |            |  |  |                 |                 |
|  | CHN Rong–Xiong           | 0                        |                          |   |                          |                   |                |                |            |            |  |  |                 |                 |
|  | CHN Rong–Xiong           | 0                        | AUS Cook–Pottharst       | 2 |                          |                   |                |                |            |            |  |  |                 |                 |
|  | 21 de setembro           |                          | AUS Cook–Pottharst       | 2 |                          |                   |                |                |            |            |  |  |                 |                 |
|  |                          | ITA Bruschini–Solazzi    | 0                        |   |                          |                   |                |                |            |            |  |  |                 |                 |
|  | ITA Bruschini–Solazzi    | ITA Bruschini–Solazzi    | 0                        | 2 |                          |                   |                |                |            |            |  |  |                 |                 |
|  | ITA Bruschini–Solazzi    |                          | 24 de setembro           | 2 |                          |                   |                |                |            |            |  |  |                 |                 |
|  | GER Schmidt–Staub        | 0                        |                          |   |                          |                   |                |                |            |            |  |  |                 |                 |
|  | GER Schmidt–Staub        | 0                        | AUS Cook–Pottharst       | 2 |                          |                   |                |                |            |            |  |  |                 |                 |
|  | 21 de setembro           |                          | AUS Cook–Pottharst       | 2 |                          |                   |                |                |            |            |  |  |                 |                 |
|  |                          | BRA Adriana S.–Sandra    | 0                        |   |                          |                   |                |                |            |            |  |  |                 |                 |
|  | BRA Adriana S.–Sandra    | BRA Adriana S.–Sandra    | 0                        | 2 |                          |                   |                |                |            |            |  |  |                 |                 |
|  | BRA Adriana S.–Sandra    | 23 de setembro           |                          | 2 |                          |                   |                |                |            |            |  |  |                 |                 |
|  | POR Pereira–Schuller     | 0                        |                          |   |                          |                   |                |                |            |            |  |  |                 |                 |
|  | POR Pereira–Schuller     | 0                        | BRA Adriana S.–Sandra    | 2 |                          |                   |                |                |            |            |  |  |                 |                 |
|  | 21 de setembro           |                          | BRA Adriana S.–Sandra    | 2 |                          |                   |                |                |            |            |  |  |                 |                 |
|  |                          | USA May-Treanor–McPeak   | 0                        |   |                          |                   |                |                |            |            |  |  |                 |                 |
|  | ITA Gattelli–Perrotta    | USA May-Treanor–McPeak   | 0                        | 0 |                          |                   |                |                |            |            |  |  |                 |                 |
|  | ITA Gattelli–Perrotta    |                          | 25 de setembro           | 0 |                          |                   |                |                |            |            |  |  |                 |                 |
|  | USA May-Treanor–McPeak   | 2                        |                          |   |                          |                   |                |                |            |            |  |  |                 |                 |
|  | USA May-Treanor–McPeak   | 2                        | AUS Cook–Pottharst       | 2 |                          |                   |                |                |            |            |  |  |                 |                 |
|  | 21 de setembro           |                          | AUS Cook–Pottharst       | 2 |                          |                   |                |                |            |            |  |  |                 |                 |
|  |                          | BRA Adriana B.–Shelda    | 0                        |   |                          |                   |                |                |            |            |  |  |                 |                 |
|  | USA Davis–Jordan         | BRA Adriana B.–Shelda    | 0                        | 2 |                          |                   |                |                |            |            |  |  |                 |                 |
|  | USA Davis–Jordan         | 23 de setembro           |                          | 2 |                          |                   |                |                |            |            |  |  |                 |                 |
|  | CUB Fernández–Larrea     | 0                        |                          |   |                          |                   |                |                |            |            |  |  |                 |                 |
|  | CUB Fernández–Larrea     | 0                        | USA Davis–Jordan         | 0 |                          |                   |                |                |            |            |  |  |                 |                 |
|  | 21 de setembro           |                          | USA Davis–Jordan         | 0 |                          |                   |                |                |            |            |  |  |                 |                 |
|  |                          | JPN Takahashi–Teru Saiki | 2                        |   |                          |                   |                |                |            |            |  |  |                 |                 |
|  | CZE Celbová–Novaková     | JPN Takahashi–Teru Saiki | 2                        | 0 |                          |                   |                |                |            |            |  |  |                 |                 |
|  | CZE Celbová–Novaková     |                          | 24 de setembro           | 0 |                          |                   |                |                |            |            |  |  |                 |                 |
|  | JPN Takahashi–Teru Saiki | 2                        |                          |   |                          |                   |                |                |            |            |  |  |                 |                 |
|  | JPN Takahashi–Teru Saiki | 2                        | JPN Takahashi–Teru Saiki | 0 |                          |                   |                |                |            |            |  |  |                 |                 |
|  | 21 de setembro           |                          | JPN Takahashi–Teru Saiki | 0 |                          |                   |                |                |            |            |  |  |                 |                 |
|  |                          | BRA Adriana B.–Shelda    | 2                        |   | Medalha de Bronze        | Medalha de Bronze |                |                |            |            |  |  |                 |                 |
|  | AUS Gooley–Manser        | BRA Adriana B.–Shelda    | 2                        | 2 | Medalha de Bronze        | Medalha de Bronze |                |                |            |            |  |  |                 |                 |
|  | AUS Gooley–Manser        | 23 de setembro           | 23 de setembro           | 2 |                          |                   | 25 de setembro | 25 de setembro |            |            |  |  |                 |                 |
|  | FRA Prawerman–Rigaux     | 23 de setembro           | 23 de setembro           | 0 |                          |                   | 25 de setembro | 25 de setembro |            |            |  |  |                 |                 |
|  | FRA Prawerman–Rigaux     | AUS Gooley–Manser        | 0                        | 0 | BRA Adriana S.–Sandra    | 2                 |                |                |            |            |  |  |                 |                 |
|  | 21 de setembro           | AUS Gooley–Manser        | 0                        |   | BRA Adriana S.–Sandra    | 2                 |                |                |            |            |  |  |                 |                 |
|  |                          | BRA Adriana B.–Shelda    | 2                        |   | JPN Takahashi–Teru Saiki | 0                 |                |                |            |            |  |  |                 |                 |
|  | GER Friedrichsen–Müsch   | BRA Adriana B.–Shelda    | 2                        | 0 | JPN Takahashi–Teru Saiki | 0                 |                |                |            |            |  |  |                 |                 |
|  | GER Friedrichsen–Müsch   |                          |                          | 0 |                          |                   |                |                |            |            |  |  |                 |                 |
|  | BRA Adriana B.–Shelda    | 2                        |                          |   |                          |                   |                |                |            |            |  |  |                 |                 |
|  | BRA Adriana B.–Shelda    | 2                        |                          |   |                          |                   |                |                |            |            |  |  |                 |                 |

### Oitavas de final
| Número da partida | Atletas                                | País                | Placar | Chave |
| ----------------- | -------------------------------------- | ------------------- | ------ | ----- |
| 22                | Natalie Cook e Kerri Pottharst         | AUS Austrália       | 15     | 1     |
| 22                | Rong Chi e Xiong Zi                    | CHN China           | 2      | 12    |
| 23                | Laura Bruschini e Annamaria Solazzi    | ITA Itália          | 15     | 9     |
| 23                | Ulrike Schmidt e Gudi Staub            | GER Alemanha        | 12     | 8     |
| 24                | Sandra Pires e Adriana Samuel          | BRA Brasil          | 15     | 5     |
| 24                | Cristina Pereira e Maria José Schuller | POR Portugal        | 6      | 13    |
| 25                | Daniela Gattelli e Lucilla Perrotta    | ITA Itália          | 13     | 18    |
| 25                | Misty May-Treanor e Holly McPeak       | USA Estados Unidos  | 15     | 4     |
| 26                | Annett Davis e Jenny Johnson Jordan    | USA Estados Unidos  | 15     | 3     |
| 26                | Dalixia Fernández e Tamara Larrea      | CUB Cuba            | 9      | 20    |
| 27                | Eva Celbová e Sona Novaková            | CZE República Checa | 2      | 14    |
| 27                | Yukiko Takahashi e Mika Teru Saiki     | JPN Japão           | 15     | 6     |
| 28                | Tania Gooley e Pauline Manser          | AUS Austrália       | 15     | 7     |
| 28                | Anabelle Prawerman e Cécile Rigaux     | FRA França          | 3      | 15    |
| 29                | Maike Friedrichsen e Danja Müsch       | GER Alemanha        | 9      | 10    |
| 29                | Shelda Bedê e Adriana Behar            | BRA Brasil          | 15     | 2     |

### Quartas de final
| Número da partida | Atletas                             | País               | Placar | Chave |
| ----------------- | ----------------------------------- | ------------------ | ------ | ----- |
| 30                | Natalie Cook e Kerri Pottharst      | AUS Austrália      | 15     | 1     |
| 30                | Laura Bruschini e Annamaria Solazzi | ITA Itália         | 11     | 9     |
| 31                | Sandra Pires e Adriana Samuel       | BRA Brasil         | 16     | 5     |
| 31                | Misty May-Treanor e Holly McPeak    | USA Estados Unidos | 14     | 4     |
| 32                | Annett Davis e Jenny Johnson Jordan | USA Estados Unidos | 9      | 3     |
| 32                | Yukiko Takahashi e Mika Teru Saiki  | JPN Japão          | 15     | 6     |
| 33                | Tania Gooley e Pauline Manser       | AUS Austrália      | 7      | 7     |
| 33                | Shelda Bedê e Adriana Behar         | BRA Brasil         | 15     | 2     |

### Semifinais
| Número da partida | Atletas                            | País          | Placar | Chave |
| ----------------- | ---------------------------------- | ------------- | ------ | ----- |
| 34                | Natalie Cook e Kerri Pottharst     | AUS Austrália | 15     | 1     |
| 34                | Sandra Pires e Adriana Samuel      | BRA Brasil    | 6      | 5     |
| 35                | Yukiko Takahashi e Mika Teru Saiki | JPN Japão     | 10     | 6     |
| 35                | Shelda Bedê e Adriana Behar        | BRA Brasil    | 15     | 2     |

### Disputa pelo bronze
| Número da partida | Atletas                            | País       | Placar | Chave |
| ----------------- | ---------------------------------- | ---------- | ------ | ----- |
| 36                | Sandra Pires e Adriana Samuel      | BRA Brasil | 2      | 5     |
| 36                | Yukiko Takahashi e Mika Teru Saiki | JPN Japão  | 0      | 6     |

### Final
| Número da partida | Atletas                        | País          | Placar | Chave |
| ----------------- | ------------------------------ | ------------- | ------ | ----- |
| 37                | Natalie Cook e Kerri Pottharst | AUS Austrália | 2      | 1     |
| 37                | Shelda Bedê e Adriana Behar    | BRA Brasil    | 0      | 2     |

## Classificação final
Esta foi a classificação final oficial.
| Pos.              | País                | Dupla                                  | Cabeça de chave |
| ----------------- | ------------------- | -------------------------------------- | --------------- |
| Medalha de ouro   | AUS Austrália       | Natalie Cook – Kerri Pottharst         | 1               |
| Medalha de prata  | BRA Brasil          | Shelda Bedê – Adriana Behar            | 2               |
| Medalha de bronze | BRA Brasil          | Sandra Pires – Adriana Samuel          | 5               |
| 4.                | JPN Japão           | Yukiko Takahashi – Mika Teru Saiki     | 6               |
| 5.                | USA Estados Unidos  | Annett Davis – Jenny Johnson Jordan    | 3               |
| 5.                | USA Estados Unidos  | Misty May-Treanor – Holly McPeak       | 4               |
| 5.                | AUS Austrália       | Tania Gooley – Pauline Manser          | 7               |
| 5.                | ITA Itália          | Laura Bruschini – Annamaria Solazzi    | 9               |
| 9.                | GER Alemanha        | Ulrike Schmidt – Gudi Staub            | 8               |
| 9.                | GER Alemanha        | Maike Friedrichsen – Danja Müsch       | 10              |
| 9.                | CHN China           | Chi Rong – Xiong Zi                    | 12              |
| 9.                | POR Portugal        | Cristina Pereira – Maria José Schuller | 13              |
| 9.                | CZE República Checa | Eva Celbová – Sona Novaková            | 14              |
| 9.                | FRA França          | Anabelle Prawerman – Cécile Rigaux     | 15              |
| 9.                | ITA Itália          | Daniela Gattelli – Lucilla Perrotta    | 18              |
| 9.                | CUB Cuba            | Dalixia Fernández – Tamara Larrea      | 20              |
| 17.               | GRE Grécia          | Vasso Karadassiou – Efi Sfyri          | 16              |
| 17.               | BUL Bulgária        | Lina Yanchulova – Petia Yanchulova     | 23              |
| 19.               | NED Países Baixos   | Rebekka Kadijk – Debora Schoon-Kadijk  | 11              |
| 19.               | CHN China           | Jia Tian – Zhang Jingkun               | 17              |
| 19.               | JPN Japão           | Yuki Ishizaka – Rii Seike              | 19              |
| 19.               | CZE República Checa | Martina Hudcová – Tereza Tobiášová     | 21              |
| 19.               | AUS Austrália       | Annette Huygens-Tholen – Sarah Straton | 22              |
| 19.               | MEX México          | Teresa Galindo – Hilda Gaxiola         | 24              |